# Мохамед Кедир
Мохамед Кедир (род. 18 сентября 1954) — эфиопский легкоатлет, который специализировался в беге на 10 000 метров. Серебряный призёр чемпионата мира по кроссу 1981 года и чемпион мира по кроссу 1982 года. Бронзовый призёр Всеафриканских игр 1978 года. На Олимпиаде 1980 года в Москве занял 12-е место на дистанции 5000 метров.
Выступал на чемпионате мира 1983 года, на котором занял 9-е место в беге на 10 000 метров и не смог финишировать в предварительном забеге на 5000 метров.

## Соревнования
| Год  | Соревнования             | Город               | Дата         | Дистанция                  | Результат | Место | Видео |
| ---- | ------------------------ | ------------------- | ------------ | -------------------------- | --------- | ----- | ----- |
| 1981 | Кубок мира               | Рим                 | 4 сентября   | 10 000 м                   | 27.39,44  | II    |       |
| 1981 | Чемпионат мира по кроссу | Мадрид              | 28 марта     | 12 км (личный зачёт)       | 35.07     | II    |       |
| 1981 | Чемпионат мира по кроссу | Мадрид              | 28 марта     | 12 км (командный зачёт)    | 81        | I     |       |
| 1982 | Чемпионат мира по кроссу | Рим                 | 21 марта     | 11 978 м (личный зачёт)    | 33.40,5   | 16    |       |
| 1982 | Чемпионат мира по кроссу | Рим                 | 21 марта     | 11 978 м (командный зачёт) | 98        | I     |       |
| 1983 | Чемпионат мира по кроссу | Гейтсхед            | 20 марта     | 11 994 м (личный зачёт)    | 37.37     | 22    |       |
| 1983 | Чемпионат мира по кроссу | Гейтсхед            | 20 марта     | 11 994 м (командный зачёт) | 104       | I     |       |
| 1983 | Чемпионат мира           | Хельсинки           | 10 августа   | 5000 м (забег 2)           | DNS       | —     |       |
| 1983 | Чемпионат мира           | Хельсинки           | 7, 9 августа | 10 000 м                   | 28.09,92  | 9     |       |
| 1984 | Чемпионат мира по кроссу | Восточный Резерфорд | 25 марта     | 12 086 м (личный зачёт)    | 34.06     | 16    |       |
| 1984 | Чемпионат мира по кроссу | Восточный Резерфорд | 25 марта     | 12 086 м (командный зачёт) | 134       | I     |       |
| 1985 | Чемпионат мира по кроссу | Лиссабон            | 24 марта     | 12 190 м (личный зачёт)    | DNF       | —     |       |